# 쥐라기
| 트라이아스기 ← 쥐라기 → 백악기 199.6 – 145.5 백만년 전 |                                    |              |             |
| 평균 O2 농도 | 약 26 Vol % (현재의 130 %)         |              |             |
| 평균 대기 CO2 농도 | 약 1950 ppm (산업 시대 이전의 7배) |              |             |
| 평균 표면 온도 | 약 16.5 °C (현재보다 3 °C 높음)    |              |             |
| \| 기 \| 세 \| 절 \| 백만년전 \| \| ------------------------------------------------ \| ---- \| ------------ \| ----------- \| \| 백악기 \| 전기 \| 베리아절 \| 이후 \| \| 쥐라기 \| 후기 \| 티토누스절 \| 145.5–150.8 \| \| 쥐라기 \| 후기 \| 킴머리지절 \| 150.8–155.7 \| \| 쥐라기 \| 후기 \| 옥스퍼드절 \| 155.7–161.2 \| \| 쥐라기 \| 중기 \| 칼로비아절 \| 161.2–164.7 \| \| 쥐라기 \| 중기 \| 바토니움절 \| 164.7–167.7 \| \| 쥐라기 \| 중기 \| 바조카에절 \| 167.7–171.6 \| \| 쥐라기 \| 중기 \| 알렌절 \| 171.6–175.6 \| \| 쥐라기 \| 전기 \| 토아르시움절 \| 175.6–183.0 \| \| 쥐라기 \| 전기 \| 플린스바흐절 \| 183.0–189.6 \| \| 쥐라기 \| 전기 \| 시네무룸절 \| 189.6–196.5 \| \| 쥐라기 \| 전기 \| 에탕주절 \| 196.5–199.6 \| \| 트라이아스기 \| 후기 \| 래티아절 \| 이전 \| \| IUGS에 따른 쥐라기의 시대 구분. 2009년 7월 현재. \| \| \| \| |                                    |              |             |
| 기 | 세                                 | 절           | 백만년전    |
| 백악기 | 전기                               | 베리아절     | 이후        |
| 쥐라기 | 후기                               | 티토누스절   | 145.5–150.8 |
| 쥐라기 | 후기                               | 킴머리지절   | 150.8–155.7 |
| 쥐라기 | 후기                               | 옥스퍼드절   | 155.7–161.2 |
| 쥐라기 | 중기                               | 칼로비아절   | 161.2–164.7 |
| 쥐라기 | 중기                               | 바토니움절   | 164.7–167.7 |
| 쥐라기 | 중기                               | 바조카에절   | 167.7–171.6 |
| 쥐라기 | 중기                               | 알렌절       | 171.6–175.6 |
| 쥐라기 | 전기                               | 토아르시움절 | 175.6–183.0 |
| 쥐라기 | 전기                               | 플린스바흐절 | 183.0–189.6 |
| 쥐라기 | 전기                               | 시네무룸절   | 189.6–196.5 |
| 쥐라기 | 전기                               | 에탕주절     | 196.5–199.6 |
| 트라이아스기 | 후기                               | 래티아절     | 이전        |
| IUGS에 따른 쥐라기의 시대 구분. 2009년 7월 현재. |                                    |              |             |

쥐라기(Jurassic period)는 중생대의 세 기 중 두 번째 시기로, 2억 년 전부터 1억 4500만 년 전까지 지속된 지질 시대이다. 트라이아스기의 이후, 백악기 이전 시기이다. 쥐라기라는 이름은 독일, 스위스, 프랑스의 국경에 있는 쥐라산맥에서 쥐라기의 지층이 최초로 발견되었다는 점에서 유래하였다.
이 시대의 지구는 초대륙 판게아가 서서히 남북으로 갈리면서 북쪽의 로렌시아(유럽, 아시아의 기원)와 남쪽의 곤드와나(아메리카, 아프리카, 오세아니아의 기원)가 분명하게 나누어졌다. 기후는 복잡해진 해안선만큼이나 다양해졌으나 대체로 온난하고 습윤한 기후가 지속된 것으로 보인다. 그래서 대부분이 건조기후와 열대기후로 이루어져있다. 소철류와 거대한 침엽수가 삼림을 이루었으며, 고사리와 속새류가 땅을 뒤덮었다.

## 시대 구분
쥐라기의 시대 구분은 보통 전기, 중기, 후기로 구분된다. 이것은 보통 리아스세(Lias), 도거세(Dogger), 말름세(Malm)로 알려져 있다.
| 주변시대 |              |             |                |                                           |
| 신생대   |              |             |                |                                           |
| 중생대   | 백악기       | 백악기      | 백악기         | 백악기                                    |
| 중생대   | 쥐라기       | 후기 말름   | 티토니안       | 약 1억 4100만 년 전 - 약 1억 3500만 년 전 |
| 중생대   | 쥐라기       | 후기 말름   | 킴메리지안     | 약 1억 4600만 년 전 - 약 1억 4100만 년 전 |
| 중생대   | 쥐라기       | 후기 말름   | 옥스포디안     | 약 1억 5400만 년 전 - 약 1억 4600만 년 전 |
| 중생대   | 쥐라기       | 중기 도거   | 칼로비안       | 약 1억 6000만 년 전 - 약 1억 5400만 년 전 |
| 중생대   | 쥐라기       | 중기 도거   | 바토니안       | 약 1억 6400만 년 전 - 약 1억 6000만 년 전 |
| 중생대   | 쥐라기       | 중기 도거   | 바조시안       | 약 1억 7000만 년 전 - 약 1억 6400만 년 전 |
| 중생대   | 쥐라기       | 중기 도거   | 알레니안       | 약 1억 7500만 년 전 - 약 1억 7000만 년 전 |
| 중생대   | 쥐라기       | 전기 리아스 | 토아르시안     | 약 1억 8400만 년 전 - 약 1억 7500만 년 전 |
| 중생대   | 쥐라기       | 전기 리아스 | 플리엔스바치안 | 약 1억 9100만 년 전 - 약 1억 8400만 년 전 |
| 중생대   | 쥐라기       | 전기 리아스 | 시네무리안     | 약 2억 년 전 - 약 1억 9100만 년 전        |
| 중생대   | 쥐라기       | 전기 리아스 | 헤탄지안       | 약 2억 300만 년 전 - 약 2억 년 전         |
| 중생대   | 트라이아스기 |             |                |                                           |
| 고생대   |              |             |                |                                           |

## 기후와 생물
쥐라기의 시작은 트라이아스기 말의 멸종에서부터 시작되었다. 멸종은 지상과 해양 양쪽 모두에서 일어났으며, 지상이 수백만 년 빨랐다고 추측하고 있다. 해양 생물의 20%로 공룡 이외의 지배파충류, 수궁류가 사멸했고, 마지막으로 거대한 양서류도 이 때에 자취를 감추었다. 이 멸종은 원인은 여러 가지 설이 주장되고 있지만, 모두 문제점을 가지고 있어서 해명은 되어 있지 않다. 트라이아스기부터 서서히 시작된 기후 변화로는 해양생물의 갑작스런 사멸 원인을 설명할 수 없다. 또 《거대 운석의 추락설》도 있지만, 트라이아스기와 쥐라기의 경계선이 확실치 않기 때문에 그 가능성은 낮다. 《화산폭발설》에서는 폭발 후 대량의 이산화탄소와 이산화유황이 방출되었다고 주장하지만, 그 근거가 되는 지층은 발견되고 있지 않다.
멸종에서 살아남은 공룡은 중생대를 주름잡았다. 쥐라기는 현재보다 따뜻하고, 강수량도 많으며, 습도도 높았다. 그 때문에 동물, 식물 모두가 종류가 증가해 대형화되어 갔다. 식물로는 은행나무, 소철 등의 《겉씨식물》이 크게 번영하였고, 그 때까지 식물이 없었던 내륙부까지 생육 범위를 넓혀 갔다. 또 쥐라기의 후반에는 《속씨식물》도 나타났다. 해양에서는 《암모나이트》나, 《플랑크톤》이 번성하였고, 지상에서는 공룡이 다종 다양한 진화를 이루었다. 작은 공룡에서 거위류에 이르기까지 진화를 완수하였고, 《시조새》가 나타났던 것도 이 시대이다.

## 동물
쥐라기의 동물을 대표하는 것은 역시 공룡으로, 트라이아스기에 나타난 공룡은 이 시기에 최대의 발전을 거듭한다. 지구상에 출현했던 최대의 동물인 용각류(Sauropoda)와 지구 역사상 최강의 사냥꾼인 수각류(Theropod)가 번성한 것도 이 시기이다. 공룡을 비롯한 파충류가 지상, 바다, 그리고 하늘을 지배했으며, 조류의 기원으로 보이는 시조새(Archaeopteryx)가 출현하기도 했다. 한편, 공룡에 기생하기 시작한 이아목과 새털이아목이 등장하였으며, 다듬이벌레목, 흰개미목이 등장하였다. 특히 흰개미목은 사회성 곤충으로 발달하였다. 또한, 기생성 벌목이 등장하여 다양화하였다.
이 시기에 나타난 대표적인 생물은 다음과 같다.
- 공룡 - 브라키오사우루스(Brachiosaurus), 디플로도쿠스(Diplodocus), 아파토사우루스(Apatosaurus), 알로사우루스(Allosaurus), 딜로포사우루스(Dilophosaurus), 케라토사우루스(Ceratosaurus), 드리오사우루스(Dryosaurus), 스테고사우루스(Stegosaurus), 켄트로사우루스(Kentrosaurus), 다켄트루루스(Dacentrurus)
- 익룡 - 디모르포돈(Dimorphodon), 람포링쿠스(Rhamphorhynchus), 프테로닥틸루스(Pterodactylus)
- 어룡 - 이크티오사우루스(Ichthyosaurus), 오프탈모사우루스(Ophthalmosaurus)
- 수장룡 - 플레시오사우루스(Plesiosaurus), 리오플레우로돈(Liopleurodon)
- 조류 - 시조새
- 곤충 - 이아목, 새털이아목, 기생벌, 흰개미목

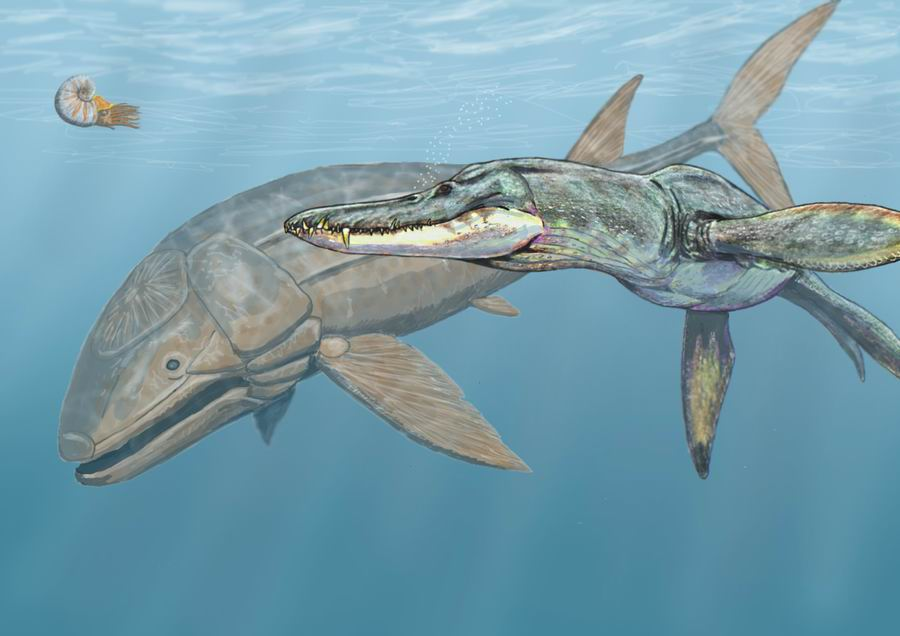
리오플레우로돈의 어린 개체가 리드시크티스를 사냥하고 있다
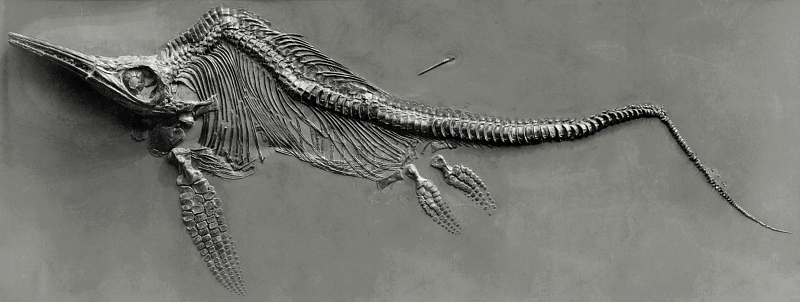
독일 남부의 홀즈마덴의 이크티오사우루스
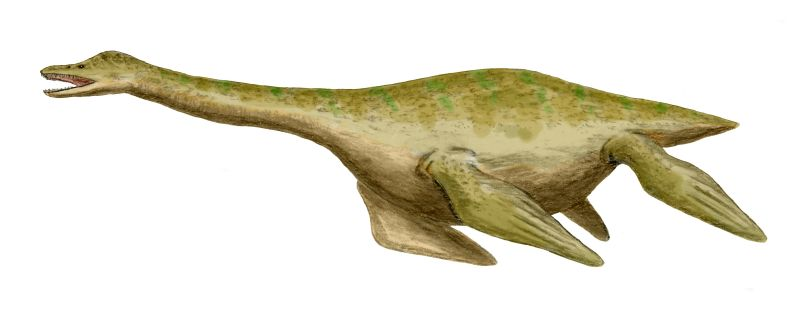
플레시오사우루스, 크립토클레이두스와 같이 쥐라기 바다 생물
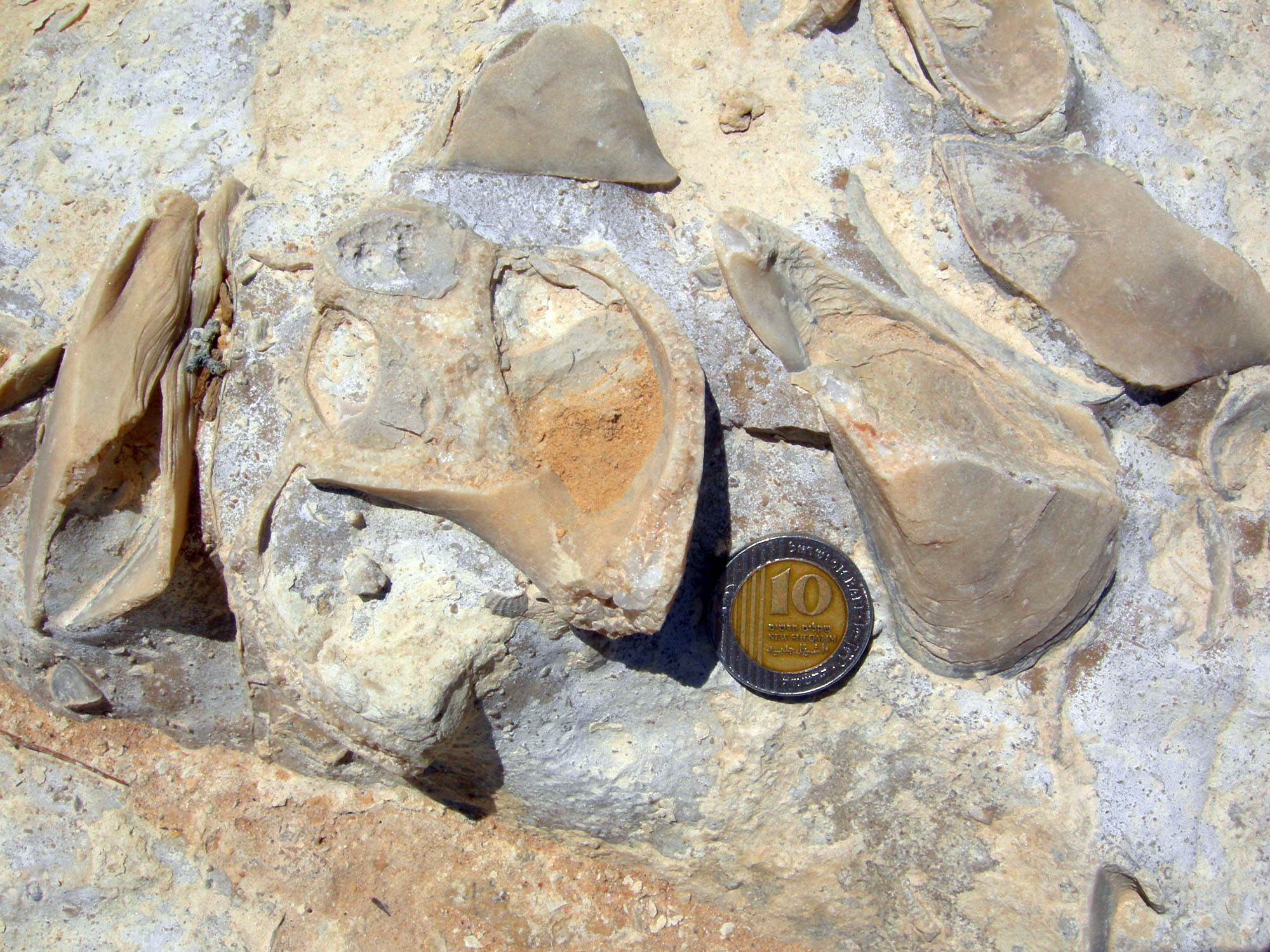
가스트로포드, 이스라엘 남부

## 한국
한국의 대보 화강암은 쥐라기에 관입한 화강암으로 한반도 중부 지방에 광범위하게 분포한다. 대동 누층군은 쥐라기에 퇴적된 지층으로 김포시와 충남탄전, 문경탄전 지역에 분포한다. 

## 같이 보기
- 중생대
  - 트라이아스기
  - 백악기
- 대보 화강암
  - 서울특별시의 지질
  - 인천광역시의 지질
  - 이천시의 지질
  - 수원시의 지질
  - 평창군의 지질
  - 홍천군의 지질
  - 공주시의 지질
- 대동 누층군
  - 충남탄전
  - 문경탄전